# Les Valses de Vienne
Singles de François Feldman
Joue pas
(1989) C'est toi qui m'as fait
(1990)
Pistes de Une présence
J'ai peur
(1) Oser, oser
(3)
Les Valses de Vienne est une chanson écrite par Jean-Marie Moreau, composée et interprétée par François Feldman et figurant sur l'album Une présence. Elle sort le 23 novembre 1989 en tant que deuxième single de l'album.
La chanson se classe en tête du Top 50 en France pendant 6 semaines non consécutives.

## Paroles et composition
Les paroles sont écrites par François Feldman et l'auteur-compositeur Jean-Marie Moreau. Pour la composition François Feldman collabore avec Thierry Durbet, son arrangeur musical habituel. Selon le spécialiste des hit-parades français Elia Habib, il s'agit d'« une ballade romantique, dont l'identité reste un sel dans le sujet comme dans la coloration musicale ». La chanson est basée sur des calembours, jouant avec la ressemblance et la consonance des termes entre eux (par exemple « dans la Rome antique, errent les romantiques »). La partie jouée par les violons a été écrite par Thierry Durbet.
La chanson figure également sur les trois compilations best of du chanteur : Two Feldman (1996), Best Feldman (1998) et Gold (2008) ; elle a également été interprétée lors de la tournée de Feldman en 1991 et figure alors sur l'album live Feldman à Bercy (1992).

## Clip vidéo
Le clip met en scène François Feldman avec une jeune fille qui représente sa fille et qui tente de réconforter son père parce qu'il est séparé de sa mère. La pochette du CD maxi et des disques vinyle est une capture d'écran du clip.

## Accueil commercial
En France, Les Valses de Vienne a débuté à la 38e place du classement du 23 novembre 1989, puis a rapidement grimpé pour entrer dans le top 10 trois semaines plus tard. Elle a d'abord été pendant trois semaines à la deuxième place, derrière la chanson Hélène, puis a atteint la première place le 27 janvier 1990 en y restant pendant quatre semaines. Elle a été détrônée par Hélène pendant deux semaines, avant de revenir à la première place pendant deux semaines supplémentaires. Ensuite, elle n'a presque pas cessé de chuter assez rapidement et a quitté le top 50 après 23 semaines de présence.
La chanson a obtenu le statut de disque d'or décerné par le Syndicat national de l'édition phonographique.

## Liste des titres des différents supports
45 tours
- Face A - Les Valses de Vienne — 3:56
- Face B - Les Valses de Vienne (instrumental) — 4:02

Maxi 45 tours
- Face A - Les Valses de Vienne (version longue) — 5:08
- Face B - Les Valses de Vienne (instrumental) — 4:02

CD maxi
1. Les Valses de Vienne (single version) — 3:56
2. Longue nuit — 4:39
3. Pour faire tourner le monde — 3:50
4. Les Valses de Vienne (instrumental) — 4:02

Titres 2 et 3 également écrits par Jean-Marie Moreau et composés par François Feldman, extraits de l'album Une présence.

## Crédits
- Réalisation : Jean Fredenucci
- Mixage : Dominique Blanc-Francard
- Édition : Marilu Music, Carole Line, Phonogram
- Photographie : Claude Gassian, Thierry Bouët
- Conception : Antonietti, Pascault & Associés

## Classements et certifications
| Classement (1989-1990)           | Meilleure position |
| -------------------------------- | ------------------ |
| Europe (European Hot 100)        | 5                  |
| Europe (European Airplay Top 50) | 28                 |
| France (SNEP)                    | 1                  |
| Québec (Palmarès francophone)    | 33                 |

| Classement (1989) | Position |
| ----------------- | -------- |
| France (SNEP)     | 8        |

| Classement (1990)         | Position |
| ------------------------- | -------- |
| Europe (European Hot 100) | 27       |

### Certifications
| Pays   | Certification | Date | Ventes certifiées |
| ------ | ------------- | ---- | ----------------- |
| France | Or            | 1989 | 400 000           |